# Méthode des Alphas
 (juin 2022).
La méthode des Alphas est une méthode d'apprentissage de la lecture en français éditée par la maison d'édition Récréalire. Elle a été mise au point en 1999 par Claude Huguenin, enseignante spécialisée dans la remédiation du langage écrit, et Olivier Dubois du Nilac, philosophe, cofondateurs de la société. 

## Historique

### Débuts
En 1998, Claude Huguenin, spécialiste suisse de la remédiation des troubles du langage écrit, prend en charge des enfants qui rencontrent des difficultés dans l’apprentissage de la lecture. En quête d’un outil pédagogique pour aider ses jeunes patients atteints de troubles « dys » ou simplement victimes de méthodes d’apprentissage non adaptées pour eux, elle imagine les Alphas, des personnages qui représentent les lettres de l’alphabet. Chaque Alpha a la forme et produit le son de la lettre qu'il représente. Avec l’auteur Olivier Dubois du Nilac, elle écrit La Planète des Alphas, un conte fantastique mettant en scène les personnages des Alphas : tous deux créent une méthode de lecture phonémique pour apprendre à lire en découvrant les sons.
En 2009, une gamme parascolaire se développe,.

## Pédagogie et méthode
C'est une méthode phonémique qui considère que l'écrit est une représentation symbolique du langage parlé.   
Cette méthode s'appuie sur un conte, La Planète des Alphas.

## Critiques
Selon Olivier Dubois du Nilac, la méthode est reconnue en Suisse dans certains cantons tels Vaud, Valais et Fribourg, bien qu'elle rencontre une incompréhension dans certaines régions, comme c'est le cas du Département de l’instruction publique de Genève. Elle fait partie des six méthodes officielles d'apprentissage de la lecture, notamment grâce à l'appui scientifique de la fondation Archives Jean Piaget,.
En France, la méthode a été critiquée par Pierre Frackowiak, inspecteur de l'Éducation nationale, à la suite de la diffusion d'un reportage favorable sur France 2 en mai 2006.
En Belgique, l'auteur Serge Terwagne, de la Haute École Albert Jacquard de Namur, a mis en doute également en 2006 l'efficacité de la méthode.